# 腫管雙尾蚜
腫管雙尾蚜（学名：Cavariella aegopodii）为常蚜科雙尾蚜屬下的一个种。